# Palirika blackdownensis
Palirika blackdownensis är en tvåvingeart som beskrevs av Christine Lynette Lambkin och Yeates 2003. Palirika blackdownensis ingår i släktet Palirika och familjen svävflugor. Inga underarter finns listade i Catalogue of Life.